# فهرست فرمانروایان گرجستان
فهرست فرمانروایان گرجستان

## پادشاهی متحد گرجستان(۱۰۰۸ تا ۱۴۹۰ میلادی)
باگرات سوم که از سال ۹۷۵ میلادی پادشاه گرجستان غربی بود، در سال ۱۰۰۸ به عنوان جانشین پدرش گورگن دوم، به پادشاهی گرجستان شرقی رسید. با اتحاد این دو پادشاهی، پادشاهی متحد گرجستان بنیان نهاده شد.
| تصویر | نام                        | آغاز پادشاهی | پایان پادشاهی | نسبت با سلف(ها)                   |
| ----- | -------------------------- | ------------ | ------------- | --------------------------------- |
|       | باگرات سوم                 | ۱۰۰۸ میلادی  | ۱۰۱۴ میلادی   | • پسر گورگن دوم                   |
|       | گیورگی یکم                 | ۱۰۱۴ میلادی  | ۱۰۲۷ میلادی   | • پسر باگرات سوم                  |
|       | باگرات چهارم               | ۱۰۲۷ میلادی  | ۱۰۷۲ میلادی   | • پسر گیورگی یکم                  |
|       | گیورگی دوم                 | ۱۰۷۲ میلادی  | ۱۰۸۹ میلادی   | • پسر باگرات چهارم                |
|       | داویت چهارم (داویت سازنده) | ۱۰۸۹ میلادی  | ۱۱۲۵ میلادی   | • پسر گیورگی دوم                  |
|       | دمتری یکم                  | ۱۱۲۵ میلادی  | ۱۱۵۶ میلادی   | • پسر داویت چهارم                 |
|       | گیورگی سوم                 | ۱۱۵۶ میلادی  | ۱۱۸۴ میلادی   | • پسر دمتری یکم                   |
|       | تامار                      | ۱۱۸۴ میلادی  | ۱۲۱۳ میلادی   | • دختر گیورگی سوم                 |
|       | گیورگی چهارم (لاشا گیورگی) | ۱۲۱۳ میلادی  | ۱۲۲۳ میلادی   | • پسر تامار                       |
|       | روسودان                    | ۱۲۲۳ میلادی  | ۱۲۴۵ میلادی   | • خواهر گیورگی چهارم • دختر تامار |
|       | داویت ششم                  | ۱۲۴۵ میلادی  | ۱۲۵۹ میلادی   | • پسر روسودان                     |
|       | داویت هفتم                 | ۱۲۴۷ میلادی  | ۱۲۵۹ میلادی   | • پسر (نامشروع) گیورگی چهارم      |

بین سال‌های ۱۲۵۹ تا ۱۳۳۰ میلادی، در نتیجهٔ مبارزه علیه سلطهٔ مغول در گرجستان، پادشاهی ایمرتی تشکیل شد و تحت حکومت پادشاهانی جز پادشاه گرجستان بود. داویت ششم و داویت هفتم که از سال ۱۲۴۷ تا ۱۲۵۹ میلادی هر دو با هم به عنوان خراجگزار مغول‌ها پادشاه گرجستان بودند، در سال ۱۲۵۹ میلادی هر کدام پادشاهی یک قسمت از گرجستان را به دست آوردند.
ایمرتی دو دوران مستقل دیگر را نیز تجربه کرد، یکی از ۱۳۸۷ تا ۱۴۱۲ میلادی در نتیجهٔ حملات تیمور لنگ و دیگری از ۱۴۴۶ تا ۱۴۵۲ میلادی، تا اینکه پس از فروپاشی پادشاهی متحده در ۱۴۹۰ میلادی به استقلال کامل رسید.
| پادشاهی گرجستان                                                               | پادشاهی گرجستان | پادشاهی ایمرتی | پادشاهی ایمرتی                                                               |
| تصویر                                                                         | نام | تصویر          | نام                                                                          |
|                                                                               | داویت هفتم ۱۲۵۹–۱۲۷۰                                                                                                   |                | داویت ششم (داویت یکم ایمرتی) ۱۲۵۹–۱۲۹۳                                       |
|                                                                               | دمتری دوم ۱۲۷۰–۱۲۸۹ پسر داویت هفتم                                                                                     |                | داویت ششم (داویت یکم ایمرتی) ۱۲۵۹–۱۲۹۳                                       |
|                                                                               | واختانگ دوم ۱۲۸۹–۱۲۹۲ پسر داویت ششم                                                                                    |                | داویت ششم (داویت یکم ایمرتی) ۱۲۵۹–۱۲۹۳                                       |
|                                                                               | داویت هشتم ۱۲۹۳–۱۳۱۱ پسر دمتری دوم                                                                                     |                | کنستانتین یکم ۱۲۹۳–۱۳۲۷ پسر داویت ششم                                        |
|                                                                               | گیورگی پنجم ۱۲۹۹–۱۳۰۲ پسر دمتری دوم حکومت اول، نصب شده توسط مغول‌ها در مقابل داویت هشتم                                 |                | کنستانتین یکم ۱۲۹۳–۱۳۲۷ پسر داویت ششم                                        |
|                                                                               | واختانگ سوم ۱۳۰۲–۱۳۰۸ پسر دمتری دوم نصب شده توسط مغول‌ها به جایگزینی برادرانش                                           |                | کنستانتین یکم ۱۲۹۳–۱۳۲۷ پسر داویت ششم                                        |
|                                                                               | گیورگی ششم ۱۳۱۱–۱۳۱۳ پسر داویت هشتم نصب شده توسط مغول‌ها                                                                |                | کنستانتین یکم ۱۲۹۳–۱۳۲۷ پسر داویت ششم                                        |
|                                                                               | گیورگی پنجم ۱۳۱۴–۱۳۴۶ پسر دمتری دوم حکومت دوم، رهبری گرجی‌ها در مبارزه با سلطهٔ مغول در گرجستان                          |                | کنستانتین یکم ۱۲۹۳–۱۳۲۷ پسر داویت ششم                                        |
|                                                                               | میخیل ۱۳۲۷–۱۳۲۹ برادر کنستانتین یکم                                                                                    |                |                                                                              |
|                                                                               | باگرات یکم ۱۳۲۹–۱۳۳۰ پسر میخیل                                                                                         |                |                                                                              |
| در سال ۱۳۳۱ پادشاهی ایمرتی به پادشاهی گرجستان پیوسته و پادشاهی متحده احیا شد. | |                |                                                                              |
|                                                                               | داویت نهم ۱۳۴۶–۱۳۶۰ پسر گیورگی پنجم                                                                                    | پادشاه گرجستان | پادشاه گرجستان                                                               |
|                                                                               | باگرات پنجم ۱۳۶۰–۱۳۹۳ یا ۱۳۹۵ پسر داویت نهم                                                                            |                |                                                                              |
| پادشاه گرجستان تا ۱۳۸۷ میلادی                                                 | |                |                                                                              |
|                                                                               | الکساندر یکم ۱۳۸۷–۱۳۸۹ پسر باگرات یکم                                                                                  |                |                                                                              |
|                                                                               | گیورگی یکم ۱۳۸۹–۱۳۹۶ پسر باگرات یکم                                                                                    |                |                                                                              |
|                                                                               | گیورگی هفتم ۱۳۹۳–۱۴۰۷ یا ۱۳۹۵–۱۴۰۵ پسر باگرات پنجم                                                                     |                |                                                                              |
|                                                                               | کنستانتین دوم ۱۳۹۶–۱۴۰۱ برادر گیورگی یکم، پسر باگرات یکم                                                               |                |                                                                              |
|                                                                               | دمتری یکم ۱۴۰۱–۱۴۱۲ پسر الکساندر یکم از سال ۱۴۱۲ میلادی، او تابعیت گرجستان را پذیرفته و به عنوان دوک، حاکم ایمرتی بود. |                |                                                                              |
|                                                                               | کنستانتین یکم ۱۴۰۵ یا ۱۴۰۷–۱۴۱۲ پسر باگرات پنجم                                                                        |                |                                                                              |
|                                                                               | الکساندر یکم ۱۴۱۲–۱۴۴۲ پسر کنستانتین یکم                                                                               | پادشاه گرجستان | پادشاه گرجستان                                                               |
|                                                                               | واختانگ چهارم ۱۴۴۲–۱۴۴۶ پسر الکساندر یکم                                                                               | پادشاه گرجستان | پادشاه گرجستان                                                               |
|                                                                               | گیورگی هشتم ۱۴۴۶–۱۴۶۵ پسر الکساندر یکم پس از ۱۴۶۵ میلادی پادشاه کاختی با نام گیورگی یکم                                |                | دمتری سوم ۱۴۴۶–۱۴۵۳ پسر الکساندر یکم پادشاه قانونی گرجستان اما فقط در ایمرتی |
| پس از مرگ دمتری سوم، ایمرتی دوباره به گرجستان پیوست.                          | گیورگی هشتم ۱۴۴۶–۱۴۶۵ پسر الکساندر یکم پس از ۱۴۶۵ میلادی پادشاه کاختی با نام گیورگی یکم                                |                |                                                                              |
|                                                                               | باگرات ششم ۱۴۶۵–۱۴۷۸ نوهٔ کنستانتین یکم حکومت در کارتلی و ایمرتی اما نه کاختی                                           | پادشاه گرجستان | پادشاه گرجستان                                                               |
|                                                                               | کنستانتین دوم ۱۴۷۸–۱۵۰۵ پسر دمتری سوم ملقب به "پادشاه گرجستان از ۱۴۷۸ تا ۱۴۹۰ و سپس ملقب به "پادشاه کارتلی"            |                | الکساندر دوم ۱۴۷۸–۱۵۱۰ پسر باگرات ششم                                        |

## پادشاهی کارتلی،پادشاهی کاختیوپادشاهی ایمرتی(۱۴۸۴ تا ۱۷۶۲ میلادی)
در طول سال‌های ۱۴۸۴ تا ۱۴۹۳ پادشاهی‌های کارتلی، کاختی و ایمرتی تشکیل شدند که هر کدام تحت حکومت یکی از شاخه‌های سلسلهٔ باگراتیونی‌ها بودند.
| پادشاهی ایمرتی                                                                                           | پادشاهی ایمرتی                                                                    | پادشاهی کارتلی                                                    | پادشاهی کارتلی | پادشاهی کاختی                    | پادشاهی کاختی |
| تصویر | نام                                                                               | تصویر                                                             | نام | تصویر                            | نام |
| | الکساندر دوم ۱۴۷۸–۱۵۱۰ پسر باگرات ششم                                             |                                                                   | کنستانتین دوم ۱۴۷۸–۱۵۰۵ پسر دمتری سوم ملقب به "پادشاه گرجستان از ۱۴۷۸ تا ۱۴۹۰ و سپس ملقب به "پادشاه کارتلی" از ۱۴۹۰ تا ۱۵۱۰ |                                  | الکساندر یکم ۱۴۷۶–۱۵۱۱ پسر گیورگی هشتم، که از سال ۱۴۵۶ تا ۱۴۷۶ حاکم کاختی بود.                                                                                 |
| | الکساندر دوم ۱۴۷۸–۱۵۱۰ پسر باگرات ششم                                             | داویت دهم ۱۵۰۵–۱۵۲۵ پسر کنستانتین دوم                             | |                                  | الکساندر یکم ۱۴۷۶–۱۵۱۱ پسر گیورگی هشتم، که از سال ۱۴۵۶ تا ۱۴۷۶ حاکم کاختی بود.                                                                                 |
| | باگرات سوم ۱۵۱۰–۱۵۶۵ پسر الکساندر دوم                                             |                                                                   | گیورگی دوم ۱۵۱۱–۱۵۱۳ پسر الکساندر یکم                                                                                       |                                  | |
| پادشاه کارتلی از ۱۵۱۳ تا ۱۵۲۰                                                                            | باگرات سوم ۱۵۱۰–۱۵۶۵ پسر الکساندر دوم                                             |                                                                   | |                                  | |
| | باگرات سوم ۱۵۱۰–۱۵۶۵ پسر الکساندر دوم                                             | لوان ۱۵۲۰–۱۵۷۴ پسر گیورگی دوم                                     | |                                  | |
| | باگرات سوم ۱۵۱۰–۱۵۶۵ پسر الکساندر دوم                                             | گیورگی نهم ۱۵۲۵–۱۵۲۷ (یا ۱۵۳۴) پسر کنستانتین دوم، برادر داویت دهم | |                                  | |
| | باگرات سوم ۱۵۱۰–۱۵۶۵ پسر الکساندر دوم                                             | لوارساب یکم ۱۵۲۷–۱۵۵۶ (یا ۱۵۳۴–۱۵۵۸) پسر داویت دهم                | |                                  | |
| | باگرات سوم ۱۵۱۰–۱۵۶۵ پسر الکساندر دوم                                             | سیمون یکم ۱۵۵۶ (یا ۱۵۵۸)–۱۵۶۹ پسر داویت دهم حکومت اول             | |                                  | |
| | گیورگی دوم ۱۵۶۵–۱۵۸۵ پسر باگرات سوم                                               |                                                                   | |                                  | |
| | داویت یازدهم ۱۵۶۹–۱۵۷۸ پسر داویت دهم، برادر سیمون یکم                             |                                                                   | |                                  | |
| | الکساندر دوم ۱۵۷۴–۱۶۰۱ پسر لوان حکومت اول                                         |                                                                   | |                                  | |
| | سیمون یکم ۱۵۷۸–۱۵۹۹ پسر داویت دهم، برادر داویت یازدهم حکومت دوم                   |                                                                   | |                                  | |
| | لوان ۱۵۸۵–۱۵۸۸ پسر گیورگی دوم                                                     |                                                                   | |                                  | |
| | رستم ۱۵۸۸–۱۵۸۹ نوهٔ باگرات سوم حکومت اول                                           |                                                                   | |                                  | |
| | باگرات چهارم ۱۵۸۹–۱۵۹۰ نوهٔ بزرگ الکساندر دوم                                      |                                                                   | |                                  | |
| | رستم ۱۵۹۰–۱۶۰۵ نوهٔ باگرات سوم حکومت دوم                                           |                                                                   | |                                  | |
| | گیورگی دهم ۱۵۹۹–۱۶۰۶ پسر سیمون یکم                                                |                                                                   | |                                  | |
| | داویت یکم ۱۶۰۱–۱۶۰۲ پسر الکساندر دوم                                              |                                                                   | |                                  | |
| | الکساندر دوم ۱۶۰۲–۱۶۰۵ پسر لوان، پدر داویت یکم حکومت دوم                          |                                                                   | |                                  | |
| | کنستانتین یکم ۱۶۰۵ پسر الکساندر دوم                                               |                                                                   | |                                  | |
| | گیورگی سوم ۱۶۰۵–۱۶۳۹ برادر رستم                                                   |                                                                   | لوارساب دوم ۱۶۰۶–۱۶۱۵ پسر سیمون یکم                                                                                         |                                  | تیموراز یکم ۱۶۰۵–۱۶۴۸ پسر الکساندر دوم بین سال‌های ۱۶۱۶ تا ۱۶۲۵ و ۱۶۳۳ تا ۱۶۳۴ در پی شکست در برابر شاه عباس یکم عزل شده و کاختی تحت حکومت امپراتوری صفویان بود. |
| | گیورگی سوم ۱۶۰۵–۱۶۳۹ برادر رستم                                                   | باگرات هفتم ۱۶۱۵–۱۶۱۹ پسر داویت یازدهم                            | |                                  | تیموراز یکم ۱۶۰۵–۱۶۴۸ پسر الکساندر دوم بین سال‌های ۱۶۱۶ تا ۱۶۲۵ و ۱۶۳۳ تا ۱۶۳۴ در پی شکست در برابر شاه عباس یکم عزل شده و کاختی تحت حکومت امپراتوری صفویان بود. |
| | گیورگی سوم ۱۶۰۵–۱۶۳۹ برادر رستم                                                   | سیمون دوم ۱۶۱۹–۱۶۳۰ پسر باگرات هفتم                               | |                                  | تیموراز یکم ۱۶۰۵–۱۶۴۸ پسر الکساندر دوم بین سال‌های ۱۶۱۶ تا ۱۶۲۵ و ۱۶۳۳ تا ۱۶۳۴ در پی شکست در برابر شاه عباس یکم عزل شده و کاختی تحت حکومت امپراتوری صفویان بود. |
| پادشاه کاختی از ۱۶۳۰ تا ۱۶۳۴                                                                             | گیورگی سوم ۱۶۰۵–۱۶۳۹ برادر رستم                                                   |                                                                   | |                                  | تیموراز یکم ۱۶۰۵–۱۶۴۸ پسر الکساندر دوم بین سال‌های ۱۶۱۶ تا ۱۶۲۵ و ۱۶۳۳ تا ۱۶۳۴ در پی شکست در برابر شاه عباس یکم عزل شده و کاختی تحت حکومت امپراتوری صفویان بود. |
| | گیورگی سوم ۱۶۰۵–۱۶۳۹ برادر رستم                                                   | رستم ۱۶۳۳–۱۶۵۸ پسر داویت یازدهم                                   | |                                  | تیموراز یکم ۱۶۰۵–۱۶۴۸ پسر الکساندر دوم بین سال‌های ۱۶۱۶ تا ۱۶۲۵ و ۱۶۳۳ تا ۱۶۳۴ در پی شکست در برابر شاه عباس یکم عزل شده و کاختی تحت حکومت امپراتوری صفویان بود. |
| | الکساندر سوم ۱۶۳۹–۱۶۶۰ پسر گیورگی سوم                                             |                                                                   | |                                  | تیموراز یکم ۱۶۰۵–۱۶۴۸ پسر الکساندر دوم بین سال‌های ۱۶۱۶ تا ۱۶۲۵ و ۱۶۳۳ تا ۱۶۳۴ در پی شکست در برابر شاه عباس یکم عزل شده و کاختی تحت حکومت امپراتوری صفویان بود. |
| از ۱۶۴۸ تا ۱۶۵۶ به کارتلی پیوسته و از ۱۶۵۶ تا ۱۶۶۴ کاختی و کارتلی هردو تحت حکومت امپراتوری صفویان بودند. |                                                                                   |                                                                   | |                                  | |
| | باگرات پنجم ۱۶۶۰ (مارس–سپتامبر) پسر الکساندر سوم حکومت اول                        |                                                                   | واختانگ پنجم ۱۶۵۸–۱۶۷۵ پسرخواندهٔ رستم                                                                                       |                                  | |
| | واختانگ ۱۶۶۰–۱۶۶۱ خواستگار ملکه نستان دارجان دختر تیموراز یکم حکومت اول           |                                                                   | واختانگ پنجم ۱۶۵۸–۱۶۷۵ پسرخواندهٔ رستم                                                                                       |                                  | |
| | آرچیل ۱۶۶۱–۱۶۶۳ پسر واختانگ پنجم حکومت اول                                        |                                                                   | واختانگ پنجم ۱۶۵۸–۱۶۷۵ پسرخواندهٔ رستم                                                                                       |                                  | |
| | دمتری ۱۶۶۳–۱۶۶۴ دوک گوریا، ولی حاکم کل ایمرتی                                     |                                                                   | واختانگ پنجم ۱۶۵۸–۱۶۷۵ پسرخواندهٔ رستم                                                                                       |                                  | |
| | باگرات پنجم ۱۶۶۴–۱۶۶۸ پسر الکساندر سوم حکومت دوم                                  |                                                                   | واختانگ پنجم ۱۶۵۸–۱۶۷۵ پسرخواندهٔ رستم                                                                                       | آرچیل ۱۶۶۴–۱۶۷۵ پسر واختانگ پنجم | |
| | واختانگ ۱۶۶۸ خواستگار ملکه نستان دارجان دختر تیموراز یکم حکومت دوم                |                                                                   | واختانگ پنجم ۱۶۵۸–۱۶۷۵ پسرخواندهٔ رستم                                                                                       | آرچیل ۱۶۶۴–۱۶۷۵ پسر واختانگ پنجم | |
| | باگرات پنجم ۱۶۶۸–۱۶۷۸ پسر الکساندر سوم حکومت سوم                                  |                                                                   | واختانگ پنجم ۱۶۵۸–۱۶۷۵ پسرخواندهٔ رستم                                                                                       | آرچیل ۱۶۶۴–۱۶۷۵ پسر واختانگ پنجم | |
| | آرچیل ۱۶۷۸–۱۶۷۹ پسر واختانگ پنجم حکومت دوم                                        |                                                                   | گیورگی یازدهم ۱۶۷۵–۱۶۸۸ پسر واختانگ پنجم حکومت اول                                                                          |                                  | ایراکلی یکم ۱۶۷۵–۱۶۷۶ نوهٔ تیموراز یکم حکومت اول |
| | باگرات پنجم ۱۶۷۹–۱۶۸۱ پسر الکساندر سوم حکومت چهارم                                | پادشاه امپراتوری صفویان از ۱۶۷۶ تا ۱۷۰۳                           | پادشاه امپراتوری صفویان از ۱۶۷۶ تا ۱۷۰۳                                                                                     |                                  | |
| | گیورگی سوم گوریا ۱۶۸۱–۱۶۸۳ شاهزادهٔ گوریا که حکومت ایمرتی را به دست آورد.          | پادشاه امپراتوری صفویان از ۱۶۷۶ تا ۱۷۰۳                           | پادشاه امپراتوری صفویان از ۱۶۷۶ تا ۱۷۰۳                                                                                     |                                  | |
| | الکساندر چهارم ۱۶۸۳–۱۶۹۰ پسر باگرات پنجم حکومت اول                                | پادشاه امپراتوری صفویان از ۱۶۷۶ تا ۱۷۰۳                           | پادشاه امپراتوری صفویان از ۱۶۷۶ تا ۱۷۰۳                                                                                     |                                  | |
| | ایراکلی یکم ۱۶۸۸–۱۷۰۳ نوهٔ تیموراز یکم                                             | پادشاه امپراتوری صفویان از ۱۶۷۶ تا ۱۷۰۳                           | پادشاه امپراتوری صفویان از ۱۶۷۶ تا ۱۷۰۳                                                                                     |                                  | |
| | آرچیل ۱۶۹۰–۱۶۹۱ پسر واختانگ پنجم حکومت سوم                                        | پادشاه امپراتوری صفویان از ۱۶۷۶ تا ۱۷۰۳                           | پادشاه امپراتوری صفویان از ۱۶۷۶ تا ۱۷۰۳                                                                                     |                                  | |
| | الکساندر چهارم ۱۶۹۱–۱۶۹۵ پسر باگرات پنجم حکومت دوم                                | پادشاه امپراتوری صفویان از ۱۶۷۶ تا ۱۷۰۳                           | پادشاه امپراتوری صفویان از ۱۶۷۶ تا ۱۷۰۳                                                                                     |                                  | |
| | آرچیل ۱۶۹۵–۱۶۹۶ پسر واختانگ پنجم حکومت چهارم                                      | پادشاه امپراتوری صفویان از ۱۶۷۶ تا ۱۷۰۳                           | پادشاه امپراتوری صفویان از ۱۶۷۶ تا ۱۷۰۳                                                                                     |                                  | |
| | گیورگی پنجم ۱۶۹۶–۱۶۹۸ توسط گیورگی ششم به حکومت رسید.                              | پادشاه امپراتوری صفویان از ۱۶۷۶ تا ۱۷۰۳                           | پادشاه امپراتوری صفویان از ۱۶۷۶ تا ۱۷۰۳                                                                                     |                                  | |
| | آرچیل ۱۶۹۸–۱۶۹۹ پسر واختانگ پنجم حکومت پنجم                                       | پادشاه امپراتوری صفویان از ۱۶۷۶ تا ۱۷۰۳                           | پادشاه امپراتوری صفویان از ۱۶۷۶ تا ۱۷۰۳                                                                                     |                                  | |
| | سیمون ۱۶۹۹–۱۷۰۱ پسر (نامشروع) الکساندر چهارم                                      | پادشاه امپراتوری صفویان از ۱۶۷۶ تا ۱۷۰۳                           | پادشاه امپراتوری صفویان از ۱۶۷۶ تا ۱۷۰۳                                                                                     |                                  | |
| | مامیا ۱۷۰۱–۱۷۰۲ شاهزادهٔ گوریا، پسر گیورگی چهارم حکومت اول                         | پادشاه امپراتوری صفویان از ۱۶۷۶ تا ۱۷۰۳                           | پادشاه امپراتوری صفویان از ۱۶۷۶ تا ۱۷۰۳                                                                                     |                                  | |
| | گیورگی ششم ۱۷۰۲–۱۷۰۷ شاهزاده گیورگی آباشیدزه                                      |                                                                   | گیورگی یازدهم ۱۷۰۳–۱۷۰۹ پسر واختانگ پنجم حکومت دوم                                                                          |                                  | داویت دوم ۱۷۰۳–۱۷۲۰ پسر ایراکلی یکم |
| | گیورگی هفتم ۱۷۰۷–۱۷۱۱ پسر (نامشروع) الکساندر چهارم حکومت اول                      |                                                                   | گیورگی یازدهم ۱۷۰۳–۱۷۰۹ پسر واختانگ پنجم حکومت دوم                                                                          |                                  | داویت دوم ۱۷۰۳–۱۷۲۰ پسر ایراکلی یکم |
| | کیخسرو ۱۷۰۹–۱۷۱۱ نوهٔ واختانگ پنجم                                                 |                                                                   | |                                  | داویت دوم ۱۷۰۳–۱۷۲۰ پسر ایراکلی یکم |
| | مامیا ۱۷۱۱–۱۷۱۲ شاهزادهٔ گوریا، پسر گیورگی چهارم حکومت دوم                         |                                                                   | |                                  | داویت دوم ۱۷۰۳–۱۷۲۰ پسر ایراکلی یکم |
| | گیورگی هفتم ۱۷۱۲–۱۷۱۳ پسر (نامشروع) الکساندر چهارم حکومت دوم                      |                                                                   | |                                  | داویت دوم ۱۷۰۳–۱۷۲۰ پسر ایراکلی یکم |
| | مامیا ۱۷۱۳–۱۷۱۴ شاهزادهٔ گوریا، پسر گیورگی چهارم حکومت سوم                         |                                                                   | |                                  | داویت دوم ۱۷۰۳–۱۷۲۰ پسر ایراکلی یکم |
| | گیورگی هفتم ۱۷۱۴–۱۷۲۰ پسر (نامشروع) الکساندر چهارم حکومت سوم                      |                                                                   | عیسی (علی قلی خان، مصطفی پاشا) ۱۷۱۴–۱۷۱۶ نوهٔ واختانگ پنجم، برادر کیخسرو حکومت اول                                           |                                  | داویت دوم ۱۷۰۳–۱۷۲۰ پسر ایراکلی یکم |
| | گیورگی هفتم ۱۷۱۴–۱۷۲۰ پسر (نامشروع) الکساندر چهارم حکومت سوم                      | واختانگ ششم ۱۷۱۶–۱۷۲۴ نوهٔ واختانگ پنجم، برادر کیخسرو و عیسی       | |                                  | داویت دوم ۱۷۰۳–۱۷۲۰ پسر ایراکلی یکم |
| | گیورگی چهارم گوریا ۱۷۲۰ پسر مامیا                                                 |                                                                   | |                                  | داویت دوم ۱۷۰۳–۱۷۲۰ پسر ایراکلی یکم |
| | الکساندر پنجم ۱۷۲۰–۱۷۴۱ پسر گیورگی هفتم حکومت اول                                 |                                                                   | |                                  | داویت دوم ۱۷۰۳–۱۷۲۰ پسر ایراکلی یکم |
| | کنستانتین دوم ۱۷۲۲–۱۷۳۲ پسر ایراکلی یکم                                           |                                                                   | |                                  | |
| | عیسی (علی قلی خان، مصطفی پاشا) ۱۷۲۴–۱۷۲۷ نوهٔ واختانگ پنجم، برادر کیخسرو حکومت دوم |                                                                   | |                                  | |
| پادشاه امپراتوری عثمانی از ۱۷۲۷ تا ۱۷۳۵ و پادشاه امپراتوری ایران (افشاریان) از ۱۷۳۵ تا ۱۷۴۴              |                                                                                   |                                                                   | |                                  | |
| | تیموراز دوم ۱۷۳۲–۱۷۴۴ پسر کنستانتین دوم                                           |                                                                   | |                                  | |
| | گیورگی نهم ۱۷۴۱–۱۷۴۲ پسر گیورگی هفتم، برادر الکساندر پنجم                         |                                                                   | |                                  | |
| | الکساندر پنجم ۱۷۴۲–۱۷۵۲ پسر گیورگی هفتم، برادر گیورگی نهم حکومت دوم               |                                                                   | |                                  | |
| | تیموراز دوم ۱۷۴۴–۱۷۶۲ پسر کنستانتین دوم                                           |                                                                   | ایراکلی دوم ۱۷۴۴–۱۷۶۲ پسر تیموراز دوم                                                                                       |                                  | |
| | تیموراز دوم ۱۷۴۴–۱۷۶۲ پسر کنستانتین دوم                                           | سلیمان ۱۷۵۲–۱۷۶۶ پسر الکساندر پنجم حکومت اول                      | ایراکلی دوم ۱۷۴۴–۱۷۶۲ پسر تیموراز دوم                                                                                       |                                  | |

## پادشاهی کارتلی-کاختیوپادشاهی ایمرتی(۱۷۶۲ تا ۱۸۱۰ میلادی)
فرایند اتحاد دو پادشاهی کارتلی و کاختی از سال ۱۷۴۴ شروع شد، زمانی که تیموراز دوم از حکومت کاختی به حکومت کارتلی رسید و حکومت کاختی را به پسرش ایراکلی دوم سپرد. با مرگ تیموراز دوم در سال ۱۷۶۲ حکومت کارتلی نیز به پسرش ایراکلی دوم رسیده و به این ترتیب ایراکلی دوم پادشاه دو پادشاهی کارتلی و کاختی شده و پادشاهی کارتلی-کاختی بنا نهاده شد.
با امضای عهدنامه گرجیوسک در سال ۱۷۸۳ پادشاهی کارتلی-کاختی تحت الحمایهٔ امپراتوری روسیه شد و با مرگ گیورگی دوازدهم در سال ۱۸۰۱ روسیه آن را رسماً ضمیمهٔ خاک خود نمود. پادشاهی ایمرتی نیز ۱۰ سال بعد یعنی در سال ۱۸۱۰ به روسیه پیوست.
| پادشاهی ایمرتی | پادشاهی ایمرتی                                     | پادشاهی کارتلی-کاختی | پادشاهی کارتلی-کاختی                  |
| تصویر | نام                                                | تصویر                | نام                                   |
| | سلیمان یکم ۱۷۵۲–۱۷۶۶ پسر الکساندر پنجم حکومت اول   |                      | ایراکلی دوم ۱۷۶۲–۱۷۹۸ پسر تیموراز دوم |
| | تیموراز ۱۷۶۶–۱۷۶۸ نوهٔ گیورگی هفتم                  |                      | ایراکلی دوم ۱۷۶۲–۱۷۹۸ پسر تیموراز دوم |
| | سلیمان یکم ۱۷۶۸–۱۷۸۴ پسر الکساندر پنجم حکومت دوم   |                      | ایراکلی دوم ۱۷۶۲–۱۷۹۸ پسر تیموراز دوم |
| | داوود دوم ۱۷۸۴–۱۷۸۹ پسر گیورگی نهم حکومت اول       |                      | ایراکلی دوم ۱۷۶۲–۱۷۹۸ پسر تیموراز دوم |
| | سلیمان دوم ۱۷۸۹–۱۷۹۰ نوهٔ الکساندر پنجم First reign |                      | ایراکلی دوم ۱۷۶۲–۱۷۹۸ پسر تیموراز دوم |
| | داوود دوم ۱۷۹۰–۱۷۹۲ پسر گیورگی نهم حکومت دوم       |                      | ایراکلی دوم ۱۷۶۲–۱۷۹۸ پسر تیموراز دوم |
| | سلیمان دوم ۱۷۹۲–۱۸۱۰ نوهٔ الکساندر پنجم حکومت دوم   |                      | ایراکلی دوم ۱۷۶۲–۱۷۹۸ پسر تیموراز دوم |
| | گیورگی دوازدهم ۱۷۹۸–۱۸۰۰ پسر ایراکلی دوم           |                      |                                       |
| با مرگ گیورگی دوازدهم در سال ۱۸۰۱ روسیه آن را رسماً ضمیمهٔ خاک خود نمود. پادشاهی ایمرتی نیز ۱۰ سال بعد یعنی در سال ۱۸۰۱ به روسیه پیوست و به این ترتیب نظام پادشاهی در گرجستان پایان یافت. |                                                    |                      |                                       |

- ۱۸۱۰ میلادی: پایان نظام پادشاهی در گرجستان.